# Léon-Gontran Damas
Léon-Gontran Damas (Caiena, 28 de março de 1912 - 22 de janeiro de 1978) foi um escritor, poeta e político francês, nascido na Guiana Francesa e falecido nos Estados Unidos. Era mestiço de negro, ameríndio e branco.
Foi um dos fundadores da Negritude, juntamente com Aimé Césaire e Léopold Sengor nos anos 1940. Amante do jazz, publicou em 1937 o livro Pigments, reunião de poemas prefaciada por André Gide, que se revolta com violência contra a educação crioula que ele vê como uma aculturação imposta. Um de seus grandes temas é a vergonha da assimilação. Engajado na política, foi deputado da Guiana.
Em Paris, fez estudos de direito, depois, na Escola de línguas orientais, estudo russo, japonês e baolê.